# Orbea prognatha
Orbea prognatha är en oleanderväxtart som först beskrevs av Bally, och fick sitt nu gällande namn av Leslie Larry Charles Leach. Orbea prognatha ingår i släktet Orbea och familjen oleanderväxter. Inga underarter finns listade i Catalogue of Life.